# Palócz László
Palócz László (Budapest, 1921. április 27. – Budapest, 2003. november 28.) magyar operaénekes (bariton), színész.

## Életpályája
Tanulmányait a Nemzeti Zenedében végezte. 1943-tól 1947-ig az Operaház kórusában énekelt. Verdi Otellójában debütált, Jago szerepében. 1947–1949 között a Szegedi Nemzeti Színház magánénekese volt, majd visszatért a fővárosba, ahol az Operettszínházban énekelt 1955-ig. 1976-ig ismét az Operaház magánénekese volt. Pályafutása során egyaránt énekelte Verdi és Wagner vezető bariton szerepeit. Számos rádiófelvétel készült közreműködésével. Gyakran fellépett operett- és magyarnóta-énekesként, valamint tévéjátékok prózai szerepében is. A Szomszédok című, Horváth Ádám rendezte teleregényben pl. Sümeghy urat alakította. 2003. november 28-án hunyt el, Budapesten.

## Főbb szerepei
- Puccini: Tosca - Scarpia
- Rossini: Tell Vilmos - Tell Vilmos
- Verdi: Simon Boccanegra - Simon Boccanegra
- Verdi: Otello (opera, Verdi) - Jago
- Verdi: Falstaff - Falstaff
- Wagner: Lohengrin - Telramund

## Magyar Rádió
- Kemény Egon - Erdődy János: „A messzetűnt kedves” (1965) Történelmi daljáték.

Szereplők:
- Fazekas Mihály – Simándy József/Darvas Iván
- Pálóczi Horváth Ádám – Palócz László/Láng József
- Ámeli – László Margit/Domján Edit
- Julika – Andor Éva/Örkényi Éva

Stáb:
- Zenei rendező: Ruitner Sándor
- Rendezte: László Endre

A Magyar Rádió Szimfonikus Zenekarát Bródy Tamás vezényelte, közreműködött a Földényi kórus.

## Díjai
- Liszt Ferenc-díj (1964)
- Érdemes művész (1975)
- Magyar Köztársasági Arany Érdemkereszt (2001)